# محمدمهدی الهایی
محمدمهدی الهایی (۲۶ تیر ۱۳۷۱ - اهواز) بازیکن فوتبال اهل ایران است.
وی سابقه عضویت در تیم باشگاه فوتبال پرسپولیس را دارد، الهایی در سال ۱۳۹۱ به باشگاه فوتبال صنعت نفت آبادان پیوست.